# Gerard van der Mark (1220-1272)
Gerard van der Mark (circa 1220 – 11 augustus 1272) was van 1261 tot aan zijn dood bisschop van Münster. Hij behoorde tot het huis Van der Mark.

## Levensloop
Gerard was een jongere zoon van graaf Adolf I van der Mark uit diens huwelijk met Irmgard, dochter van graaf Otto I van Gelre. Als jongere, niet-ervende zoon was hij voorbestemd voor een geestelijke loopbaan. In 1251 werd hij genoemd als proost, in 1254 en 1259 als deken van het kapittel van Onze-Lieve-Vrouwe in Maastricht. In 1260 werd hij proost van het domkapittel in Münster.
In 1261 werd hij verkozen tot bisschop van Münster. Hij wijdde in 1264 de Dom van Münster in en was beschermheer van het Minorietenklooster in Münster. In 1270 verwoestte de bisschop de burcht Groß Schonebeck in Wierling, die ondanks zijn verbod werd heropgebouwd. Vanaf 1271 liet hij de Burg Vischering bouwen. Volgens de legende was hij degene die Sacramentsdag invoerde in het bisdom Münster.
Gerard van der Mark overleed in augustus 1272 op circa 52-jarige leeftijd.
- Gemeinsame Normdatei: 136972357
- Virtual International Authority File: 81228328